# ABC-áruház

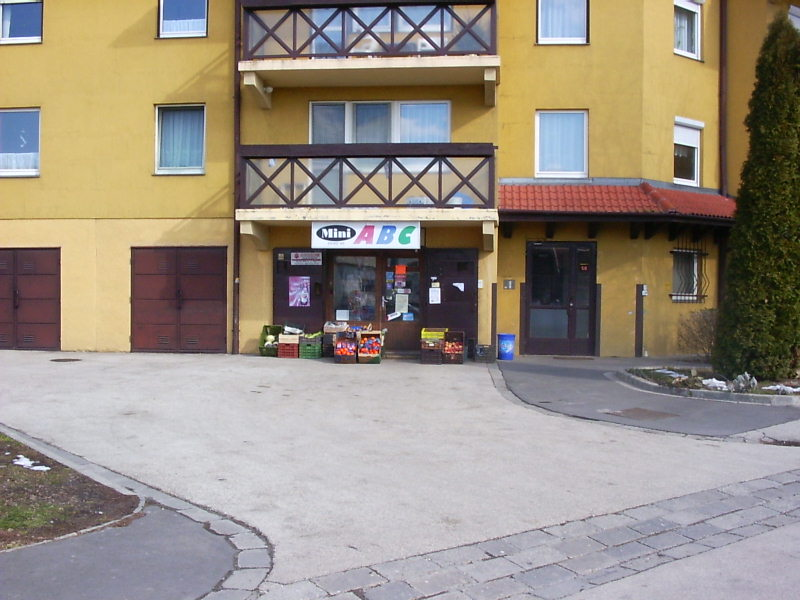
Kis ABC-áruház egy eredetileg garázsnak épített helyiségben, Győrben

ABC-áruháznak nevezzük azt a 200 m²-nél nagyobb alapterületű, önkiszolgáló rendszerű élelmiszer kiskereskedelmi egységet, amelyekben egyéb iparcikkeket is árusítanak.

## Elnevezése
Nevét egyes források szerint onnan kapta, hogy a mindennapi szükségleteket kielégítő mindenféle árucikk kapható benne. Más, tisztázatlan forrás szerint neve az Alapvető Beszerzési Cikkek rövidítésből keletkezett, azonban létezik olyan  variáció is, ahol az „A” az „Általános”, a „B” pedig a „Bolti” szó rövidítése.[forrás?]

## Jellemzői

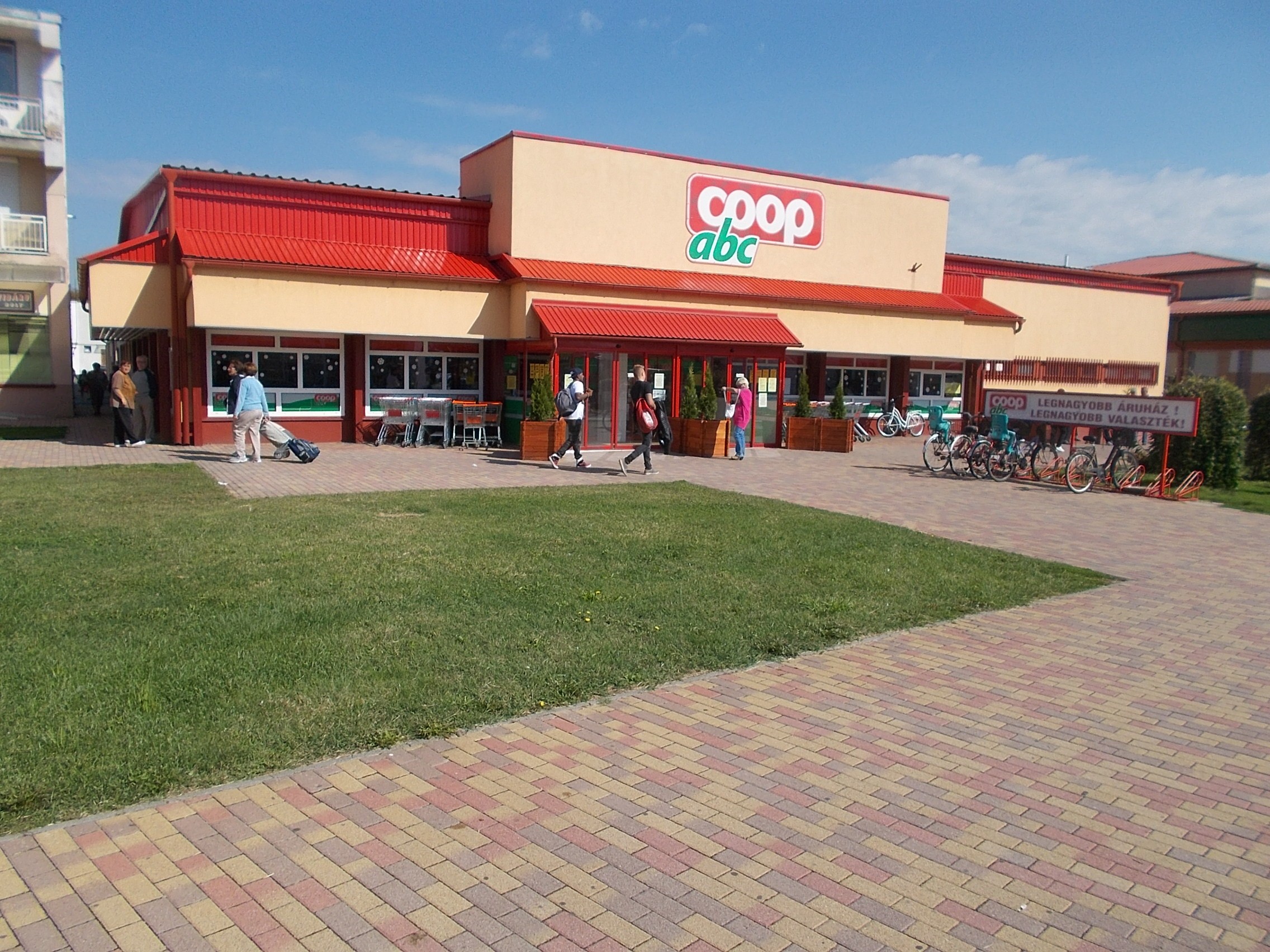
Coop bolt Fehérgyarmaton

Az ABC-kisáruház alapterülete 600 m²-ig terjedhet. Az ABC-nagyáruházak 1200 m²-nél nagyobb alapterületűek.
Jellegzetességük, hogy bennük a vevők bevásárlókocsival vagy kosárral
járkálnak a gondolák között. Az ezekre kihelyezett áruk közül, amelyekre szükségük van, beemelik a bevásárlókocsiba vagy bevásárlókosárba. Az áruk árai vagy a gondolákon, vagy magán az árun vannak elhelyezve. A fizetés az alapterület egy bizonyos pontján elhelyezett pénztárban vagy pénztárakban történik. A bevásárlóeszközről a pénztáros elé kitett futószalagra helyezik a megvásárolt árut, majd elvéve a bevásárlókosarat, a kihelyezett csomagolópolcokon a saját bevásárlóeszközbe rakják.
A hentesárut vagy a tőkehúst az eladótér elkülönített helyén lévő hentes vagy mészáros szakmunkások hagyományos módon szolgálják ki. Van lehetőség  előrecsomagolt, és a vásárlók által nyitható hűtőszekrényből (hűtőpolcról) való vásárlásra is.

## Története

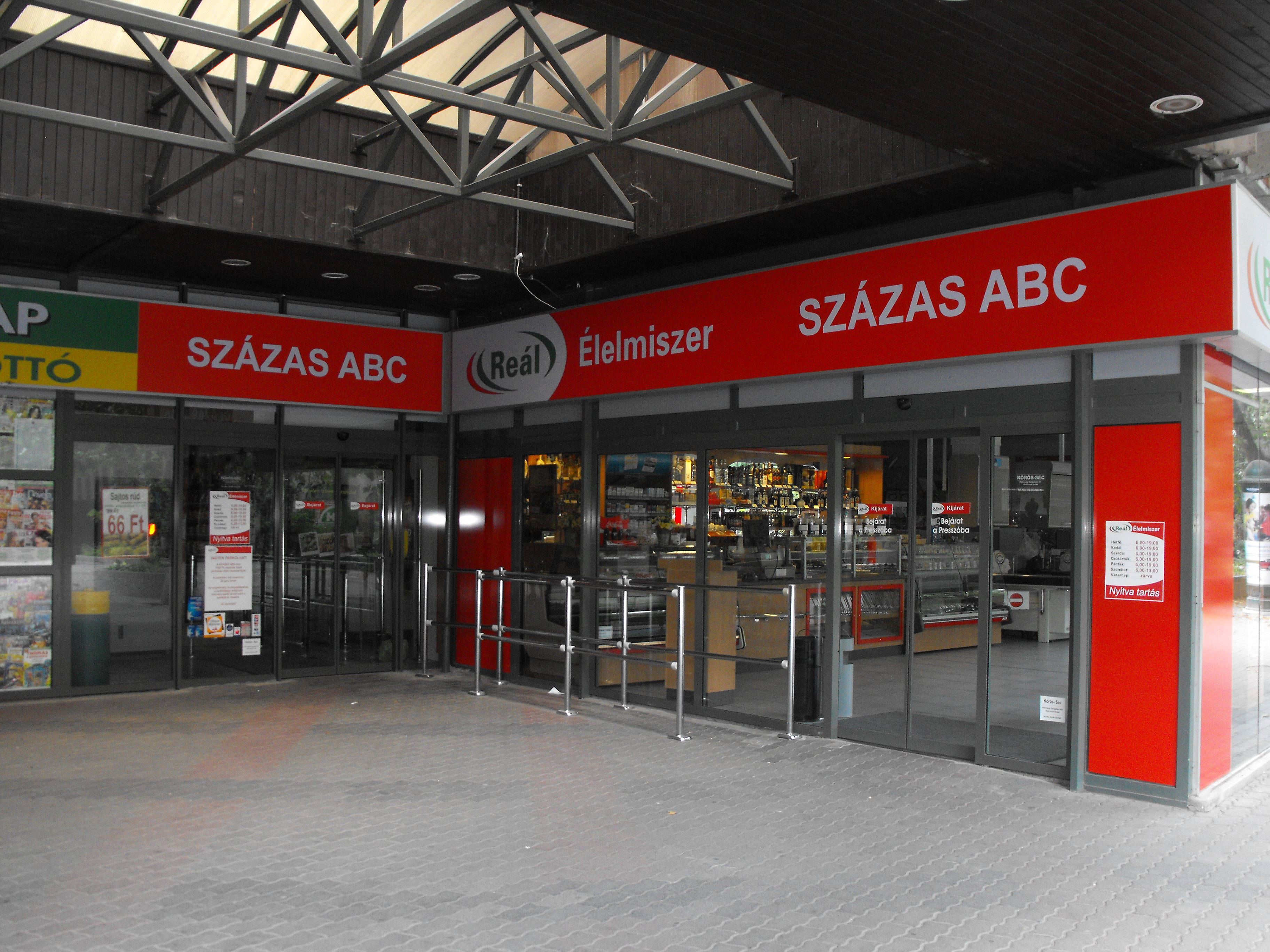
Reál Százas ABC Békéscsabán

Az új típusú áruházak nagy újdonságot jelentettek, mert szélesebb volt a választék, néhány áruféleséget (például húsáru) leszámítva nem pultnál történt a kiszolgálás, ami lehetővé tette a gyorsabb kiszolgálást és az alkalmazottak számának csökkentését. A név arra utal, hogy alapvető, a háztartásban naponta használt cikkeket forgalmaztak. Mivel a nők ekkor egyre nagyobb számban álltak munkába, a cél az volt, hogy csökkenjen a bevásárlásra fordítandó idő. A Csemege Kereskedelmi Vállalat üzemeltetésében az első ABC-áruházakat 1964-ben, Budapesten adták át (előtte 1963-ban, az 5 ezer lelkes Deákváron (Vác városrésze) volt a főpróba). Az első ABC-áruházaknál előfordult, hogy az építők elfeledkeztek az árumozgatásról, a pinceraktár födémjébe utólag vésték csak bele a teherlift helyét. A kézikocsik pedig, ha átfértek a szükségesnél kisebb raktárak ajtajain, gyakran elakadtak a felesleges küszöbökön.
Később egyre több önkiszolgáló üzlet nyílt, amelynek hivatalosan nem ABC volt a neve, de az elnevezés köznevesült, és még ma is általánosan használják. Az első magyarországi ABC-áruházat 1964-ben adták át. Számuk gyorsan gyarapodott. 1988-ban már 1426 darab működött belőlük. Ez a rendszer jelentősen növelte az áruk áteresztőképességét azzal, hogy az áruk túlnyomó része előrecsomagoltan van kihelyezve a gondolákra illetve a hűtőpultokra.
1993-ban megváltoztatták eme üzlettípusok neveit. Ezután statisztikailag az élelmiszer-áruházak kategóriában szerepelnek. 1995 végére ebben a kategóriában 4911 élelmiszer-áruház volt Magyarországon. A 90-es évek közepétől a nagyobb alapterületű élelmiszer áruházak (szuper- és hipermarketek) látják el az élelmiszer-forgalom nagyobb részét.
Az ÁFÉSZ-ek bolthálózatukat Coop névre keresztelték át. A Budapest és környéki Közért vállalat egységeit privatizálva létrejött a CBA Élelmiszer-kereskedők Egyesülete. Ezt 1991-ben alapították meg. Tulajdonképpen beszerzési szövetség, a multinacionális élelmiszer-kereskedői láncokkal szemben.